# Hidratació mineral
La hidratació mineral és una reacció química inorgànica on s'afegeix aigua a l'estructura cristal·lina d'un mineral. Amb aquest procés normalment es forma un mineral nou, el qual normalment es diu que és un hidrat seu.
En la terminologia de la geologia, el procés de la hidratació mineral es coneix com a alteració retrògrada, i ocorre en el metamorfisme retrògrad. Comunament va junt amb el metasomatisme i sovint és una característica de l'alteració de les parets de les roques al voltant de les menes de minerals. Generalment la hidratació mineral ocorre en concert amb la circulació hidrotermal la qual pot ser originada per l'activitat tectònica o ígnia.
La hidratació mineral també és un procés en el regolit que és el resultat de la conversió de minerals silicats en minerals argilosos.
Hi ha dos sistemes principals per a la hidratació dels minerals. Un d'ells és la conversió d'un òxid en un hidròxid doble, com és el cas de la hidratació de l'òxid de calci—CaO— a hidròxid de calci—Ca(OH)₂, l'altre és la incorporació de molècules d'aigua directament en l'estructura cristal·lina d'un nou mineral, com ocorre en la hidratació dels feldespats a minerals argilosos, granat (mineral) a clorita, o la kyanita a moscovita.
Algunes estructures minerals, per exemple, la montmorillonita, són capaces d'incloure una quantitat variable d'aigua sense canvis significatius de l'estructura mineral.
La hidratació és el mecanisme pel qual el ciment hidràulic com és el ciment Portland desenvolupen la resistència. El terme hidràulic en aquest cas indica l'afinitat química de la reacció d'hidratació.